# Vosrode weerschijnzwam
De vosrode weerschijnzwam (Inocutis rheades) is een schimmel behorend tot de familie Hymenochaetaceae. Hij leeft als necrofiele parasiet en komt vrijwel uitsluitend voor op de ratelpopulier en de witte abeel. Hij komt voor in open bosjes en boomgroepen en infecteert alleen oude beschadigde en/of zieke bomen. Hij veroorzaakt witrot.

## Kenmerken

### Uiterlijke kenmerken
Het eenjarig vruchtlichaam is vlak, consolevormig met een met golvende rand. De bovenzijde is fluwelig viltig. De kleur is geeloranje of oranje-vosrood tot roodbruin met een bleke rand. De buisjes zijn 5 tot 15 mm lang, roodbruin van kleur en er zijn 2-3 poriën per mm. Ze zijn hoekig, crème of lichtgeel tot okerbruin. De sporenprint  is lichtgeel tot roestkleurig.

### Microscopische kenmerken
Hij heeft een monomitisch hyfensysteem. De hyfen zijn lichtgeel tot donker roodbruin van kleur, dunwandig en dikwandig, parallel gerangschikt, 3-7 µm in diameter. De hyfen van de korrelige kern zijn bleekgeel, hebben een diameter van 2 à 3 µm, de overige hyfen zijn donker roodbruin, dikwandig en hebben een diameter tot 10 µm. Het hymenium mist borstelharen. De basidia zijn clavate, 14–16 × 5–6 µm, meestal verborgen door een massa sporen. Basidiosporen eivormig tot breed ellipsvormig, vaak aan één kant afgeplat, licht goudbruin en meten 5–6 × 3,5–4 µm.

## Verspreiding
De vosrode weerschijnzwam komt vrij zeldzaam voor. Hij staat op de rode lijst in de categorie 'Kwetsbaar'.